# Наганамі
«Наганамі» (Naganami, яп. 長波) — ескадрений міноносець Імперського флоту Японії типу «Югумо», який брав участь у Другій світовій війні. 

## Історія створення
Корабель був закладений 5 квітня 1941 року на верфі «Фуджінагата» в Осаці. Спущений на воду 5 березня 1942 року, вступив у стрій 30 червня 1942 року.

## Історія служби

### 1942 рік
Уже за кілька тижнів після завершення «Наганамі» вийшов у перший бойовий похід, під час якого з 20 липня по 4 серпня ескортував з Йокосуки до Киски (один з двох островів на заході Алеутського архіпелагу, зайнятий японцями на початку червня) та назад транспорт «Хакусан-Мару» (за іншими даними, рейс тривав з 9 липня та був виконаний із розташованого на Хоккайдо порту Муроран).
З 31 серпня 1942-го «Наганамі» включили до 31-ї дивізії ескадрених міноносців і 6—10 вересня він разом зі ще одним есмінцем підрозділу супроводив 2 лінкори з Куре на атол Трук у центральній частині Каролінських островів (тут ще до війни створили потужну базу японського ВМФ, з якої до лютого 1944-го провадились операції в низці архіпелагів). На той час уже майже місяць тривала важка битва за Гуадалканал і японське командування спрямовувало до регіону підкріплення.
9 вересня 1942-го «Наганамі» вийшов з Труку для супроводу з’єднання із 2 лінкорів та 5 важких крейсерів, яке у взаємодії з іншим угрупованням (2 авіаносці, легкий авіаносець, 2 лінкори та 3 важкі крейсери) мало патрулювати північніше від Соломонових островів в межах підтримки операцій на Гуадалканалі. На цей раз до якогось зіткнення з супротивником не дійшло (на відміну від аналогічного виходу наприкінці серпня, коли відбулася битва біля східних Соломонових островів) і 23 вересня японські сили повернулись на Трук. 
11 жовтня 1942-го «Наганамі» та ще 2 есмінці й легкий крейсер вийшли з Труку, щоб супроводжувати загін великих артилерійських кораблів адмірала Кондо, який налічував 2 лінкори та 4 важкі крейсери й мав сприяти доставці підкріплень на Гуадалканал (проведення 1-го штурмового конвою до Тассафаронга). Невдовзі лінкори під охороною есмінців та легкого крейсера відокремились та попрямували на південь, при цьому в якийсь момент до них приєднались ще 6 есмінців, що вийшли з якірної стоянки Шортленд (прикрита групою невеликих островів Шортленд акваторія біля південного завершення острова Бугенвіль, де зазвичай відстоювались бойові кораблі та перевалювались вантажі для відправлення їх далі на схід Соломонових островів). У перші години 13 жовтня лінкори провели вдалий обстріл аеродрому Гендерсон-Філд, знищивши понад чотири десятки ворожих літаків. Після цього загін повернувся до інших кораблів Кондо. Втім, вже за декілька днів командування вирішило повторити бомбардування, оскільки 15 жовтня унаслідок ударів авіації конвой, який завершував розвантаження на Гуадалканалі, втратив 3 із 6 транспортів. Для цього із сил Кондо виділили 2 важкі крейсери у супроводі 7 есмінців (серед яких був і «Наганамі»), які в ніч на 16 жовтня знову обстрілювали  Гендерсон-Філд (втім, ця операція не мала такого ж успіху, як проведена до того лінкорами). В останній декаді жовтня відбулась битва біля островів Санта-Крус, під час якої все вирішила дуель авіаносців, а надводні сили так і не вступили у бій. 30 жовтня 1942-го кораблі Кондо повернулись на Трук.
3—5 листопада 1942-го «Наганамі» разом зі ще 5 есмінцями охороняли 2 важкі крейсери, що пройшли з Труку до Шортленду. 7 листопада «Наганамі» у складі групи есмінців виходив у транспортний рейс до Гуадалканалу, під час якого зазнав незначних пошкоджень від близьких вибухів.
Невдовзі японці узялись за проведення до Гуадалканалу великого конвою з підкріпленнями, що в підсумку вилилось у вирішальну битву надводних кораблів біля Гуадалканалу. «Наганамі» належав до охорони конвою, який рушив з Шортленду 13 листопада 1942-го, а 14 листопада на підході до Гуадалканалу зазнав важких втрат від авіації, що потопила 6 із 11 транспортів (ще один був пошкоджений та повернувся на Шортленд, а 4 судна в ніч проти 15 листопада викинулись на берег острова, щоб хоча б таким чином доставити свій вантаж). При цьому «Наганамі» підібрав 570 осіб з потопленого транспорту «Сінаногава-Мару» та доправив їх на Шортленд.
30 листопада 1942-го «Наганамі» разом зі ще 7 есмінцями узяв участь в транспортному рейсі до Гуадалканала. На підході до острова японські кораблі перехопив значно потужніший ворожий загін, який включав 4 важкі крейсери, проте у підсумку японські есмінці провели дуже вдалу торпедну атаку. «Наганамі» випустив 8 торпед та, ймовірно, міг уразити важкі крейсери «Пенсакола» та/або «Нортгемптон» (останній затонув). 
У грудні 1942-го «Наганамі» взяв участь у ще кількох транспортних місіях та виходив до Гуадалканалу 3 (у складі групи прикриття), 7 та 11 числа. У двох останніх рейсах японський загін атакували торпедні катери, при цьому другий прийшлось скасувати (а «Наганамі» потім буксирував на Шортленд пошкоджений есмінець «Новакі»), а у третьому хоча й вдалось скинути бочки з припасами, проте катери потопили есмінець «Терудзукі» і «Наганамі» зняв з нього понад півсотні моряків.  
16 грудня 1942-го «Наганамі» виходив у транспортний рейс до Мунда у архіпелазі Нова Джорджія в центральній частині Соломонових островів (на тлі невдалого розвитку подій на Гуадалканалі японці з листопада почали облаштування тут нових баз), а 17—18 грудня перейшов з Шортленда до Рабаула (головна передова база в архіпелазі Бісмарка, з якої здійснювались операції на Соломонових островах та сході Нової Гвінеї).
25 грудня 1942-го «Наганамі» разом з 3 іншими есмінцями вийшов з Рабаула для допомоги есмінцю «Удзукі» та транспорту «Нанкай-Мару», що невдовзі після початку рейсу до Мунди зазнали значних пошкоджень від атаки авіації та зіткнення. Есмінці «Аріаке» та «Уракадзе» узяли «Нанкай-Мару» та «Удзікі» на буксир і 26 грудня дотягнули їх до Рабаула, тоді як «Наганамі» і «Танікадзе» забезпечували прикриття.

### 1943 рік
2 січня 1943-го «Наганамі» взяв участь у ще одному транспортному рейсі до Гуадалаканалу, знаходячись при цьому у групі прикриття. 10 січня він мав вийти у черговий такий похід, проте не зміг через проблеми з машиною. 12—14 січня «Наганамі» пройшов на Трук, де пройшов перший етап ремонту. 8—17 березня есмінець ескортував конвой з Труку до Японії, після чого став на доковий ремонт у Майдзуру (обернене до Японського моря узбережжя Хонсю).
25—30 квітня 1943-го «Наганамі» та 3 інші есмінці супроводили ескортні авіаносці «Чуйо» та «Унйо» з Йокосуки на Трук, а у зворотному переході, який відбувся 8—13 травня, «Наганамі» та ще 3 есмінці (хоча й інші, аніж у рейсі із Японії) на додачу до цих авіаносців також охороняли лінкор і 2 важкі крейсери. 11 травня американці розпочали операцію по взяттю під контроль острова Атту на заході Алеутського архіпелагу (був захоплений в червні 1942-го в межах медівейсько-алеутської операції). Японське командування почало готувати контрзаходи і 15—19 травня «Наганамі» та ще один есмінець супроводили тільки що згадані 2 важкі крейсери до Парамушира (Курильські острови). У межах протидії ворожій операції японське командування почало нагромаджувати сили (зокрема, викликало додатковий загін з Трука), проте так і не встигло ввести ці сили в бій до завершення ворожої операції проти Атту. Втім, ще до падіння останнього «Наганамі» 25 травня вирушив у з Парамуширу супроводі конвою та 31 травня прибув до Майдзуру, де знову узялись за ремонт машини.
28 червня — 1 липня 1943-го «Наганамі» пройшов з Майдзуру на Парамушир, оскільки на Алеутах ще залишався японський гарнізон на острові Киска, який тоді перебував у блокаді. Невдовзі «Наганамі» залучили до евакуації з Киски, при цьому з 7 по 17 липня призначений для неї загін перебував у морі, проте не зміг виконати завдання через погану погоду. У період з 22 липня по 1 серпня відбулась друга спроба, в якій окрім «Наганамі» взяли участь 10 інших есмінців та 2 легкі крейсери. 26 липня «Наганамі» зазнав певних пошкоджень при зіткненні з есмінцем «Хацухару», проте зміг продовжити виконання завдання. У підсумку 29 липня вдалось зняти з Киски гарнізон та доправити його 1 серпня на Парамушир («Наганамі» у цьому поході відносився до загону охорони та безпосередньо не транспортував бійців). 3—7 серпня «Наганамі» ескортував танкер «Ніппон-Мару» з Парамуширу до Майдзуру, після чого став там на черговий ремонт.
15—20 вересня 1943-го «Наганамі» разом зі ще одним есмінцем супроводив 2 важкі крейсери з Йокосуки на Трук, а з 22 по 27 вересня охороняв один з цих крейсерів, який здійснив два рейси до Рабаула та назад, виконуючи завдання із перевезення військ. 11—13 жовтня «Наганамі» та ще один есмінець ескортували два інші важкі крейсери до Рабаулу. На цей раз крейсери залишили у архіпелазі Бісмарка, тоді як есмінці повернулись на Трук 15 жовтня.
Тим часом на початку жовтня 1943-го американське авіаносне з’єднання завдало удару по острову Вейк (північніше від Маршаллових островів) без жодної суттєвої реакції зі сторони ворожого флоту. Зате за кілька тижнів японці на основі радіоперехоплення вирішили, що готується нова атака на Вейк, і 17 жовтня вислали з Труку до Еніветоку (атол на крайньому північному заході Маршаллових островів) головні сили (3 авіаносці, 6 лінкорів, 8 важких крейсерів та інші кораблі), у охороні яких прямував «Наганамі». Цей флот кілька діб безрезультатно очікував ворога, після чого 26 жовтня повернувся на Трук. 
Невдовзі союзники розпочали просування на заході Соломонових островів. 27—28 жовтня вони висадили допоміжний десант на островах Трежері та здійснили відволікаючий рейд на острів Шуазель. Як наслідок, 30 жовтня 1943-го «Наганамі» разом зі ще двома есмінцями та легким крейсером полишив Трук та попрямував на підсилення розміщених у Рабаулі сил (на цій наближеній до ворога передовій базі японське командування тримало лише крейсери та есмінці). Він прибув вчасно, щоб узяти участь у спробі контратаки проти ворожого з’єднання, яке 1 листопада висадило головний десант на острові Бугенвіль. Це призвело до зіткнення в ніч проти 2 листопада, відомого як битва в затоці Імператриці Августи. Хоча у підсумку японський загін зазнав поразки та втратив 2 кораблі, проте «Наганамі» повернувся до Рабаулу без пошкоджень. 
6 листопада 1943-го «Наганамі» разом зі ще 6 есмінцями та 2 легкими крейсерами прикривали 4 есмінці транспортної групи, яка доправила японських бійців на Бугенвіль до району плацдарму союзників (хоча на острові знаходився великий японський гарнізон, проте в умовах джунглів оперативно перекинути ці сили до місця ворожої висадки було нелегко). Втім, вже за добу цей незначний загін (близько п’яти сотень осіб) був атакований силами союзників та із важкими втратами відкинутий у джунглі. 
11 листопада 1943-го американське авіаносне з’єднання завдало удару по Рабаулу (вже другого протягом тижня). «Наганамі», який в цей час перебував неподалік, був поцілений торпедою та втратив здатність самостійно пересуватись, так що інший есмінець «Макінамі» привів його на буксирі у Рабаул. 3—8 грудня легкий крейсер «Юбарі» відбуксирував «Наганамі» на Трук, а 15—24 січня 1944-го інший легкий крейсер «Нагара» все так же на буксирі привів есмінець до Японії, після чого «Наганамі» до 20 червня проходив ремонт у Куре.

### 1944 рік
8—16 липня 1944-го «Наганамі» взяв участь у ескортуванні основних сил флоту з Куре до якірної стоянки Лінгга в районі Сінгапура (на той час дії підводних човнів на комунікаціях вкрай ускладнили доставку палива до Японії, що призвело до рішення базувати головні сили у Південно-Східній Азії поблизу від районів нафтовидобутку).
У середині жовтня розпочали операцію на Філіппінах і 18 жовтня головні сили японського флоту полишили Лінгга. Вони пройшли через Бруней, після чого розділились на два з’єднання. «Наганамі» увійшов до ескорту головних сил адмірала Куріти, які мали прямувати через північну частину внутрішніх морів Філіппін. Втім, 23 жовтня ще на шляху туди, біля західного узбережжя острова Палаван, американські підводні човни потопили 2 та пошкодили 1 важкий крейсер. «Наганамі» провів порятунок моряків з крейсера «Мая» (та передав їх на лінкор «Мусаші», який вже наступної доби буде потоплений авіацією), а потім разом зі ще одним есмінцем почав супроводжувати пошкоджений крейсер «Такао» до Брунею, куди останній прибув 25 числа. При цьому 24 жовтня «Наганамі» висадив розвідувальну партію на полишений екіпажем підводний човен «Дартер», який напередодні намагався добити пошкоджений ним же «Такао», проте сів на мілину.
26 жовтня 1943-го «Наганамі» прибув до Корону (на східному завершенні архіпелагу Палаван, за три сотні кілометрів на південний захід від Маніли), де підсилив охорону важкого крейсера «Мьоко» (пошкоджений у тому ж бою з авіацією, під час якого потопили «Мусаші»), що прямував у супроводі есмінця «Кісінамі». 29 жовтня цей загін прибув до Брунею, а 31 жовтня «Наганамі» пройшов до Маніли.

### Загибель
Невдовзі «Наганамі» задіяли у транспортній операції TA, метою якої була доставка підкріплень на острів Лейте (саме тут висадився перший десант союзників на Філіппінах) до затоки Ормок. 8 листопада 1944-го «Наганамі» та ще 5 есмінців вирушили з Маніли для супроводу конвою TA № 4. Останній втратив ряд суден і Наганам прийняв на борт багато людей. Втім, коли на зворотному шляху вони зустріли конвой TA №3, що лише прямував до Лейте, «Наганамі» передав врятованих на інший есмінець і приєднався до охорони TA № 3. 11 листопада в затоці Ормок «Наганамі» був уражений під час атаки літаків, вибухнув, розломився та затонув. Загинуло 156 членів екіпажу, проте 72 морякам вдалось врятуватись.